# حمام بني صالح
حمام بني صالح هي بلدية جزائرية تابعة اداريا إلى ولاية الطارف دائرة بوحجار يحدها من الشرق مدينة بوحجار ومن الشمال مدينة الشافية (البراج) ومن الغرب مدينة بوشقوف ومن الجنوب مدينة سوق اهراس حيث وقعت منطقة حمام بني صالح وسط 4 ولايات الطارف عنابة قالمة وسوق اهراس.
تعرف منطقة حمام بني صالح بتاريخها الضارب في أعماق الثورة الجزائرية وهذا بفضل تضاريسها والجبال التي تسخر بها المنطقة التي لعبت دورا كبيرا في الثورة 
حتى إلى العصر المعاصر فإن تاريخ الجزائر ظل مرتبطا بجبال بنيصالح، ومن بين أبناء هذه المنطقة الشهداء العظماء في الثورة المجيدة: الشهيد جبار طيب وعصفور محمد وجلاب ساسي وغماري سعد وتليلي محمد وكذلك مجاهدين كبار أمثال صالح معلوم والعيد غندور  وعمار شكاي  والقائمة طويلة
كما تسخر منطقة بني صالح بأماكن سياحية رائعة مثل جواد المدينة وعين باب الكاف والمحمية الدولية التي تسخر بثروة غابية وحيوانية و منتزه كحيلة إضافة إلى الحمام المعدني الطبيعي التي تسخر به المنطقة حيث يستخدم لعلاج العديد من الأمراض
```
تعرف منطقة بني صالح إقبالا للزائرين من كل ربوع الوطن.
```

## الموقع الجغرافي
تقع بين القالة وبوحجار يقطنها حوالي 25000 نسمة